# Bibliothèque numérique marocaine
Pour les articles homonymes, voir BNM.
La Bibliothèque numérique marocaine (BnM) est la bibliothèque numérique marocaine (la bibliothèque virtuelle de la Bibliothèque nationale du Royaume du Maroc) en libre accès. En ligne depuis le 13 mai 2010, la BnM regroupe des documents numérisés tels que les manuscrits, les revues, les lithographies, les monographies, les journaux, les documents audiovisuels et des collections spécialisées (cartes, plans et documents photographiques),. 

## Type de diffusion
Chaque document est consultable sur la BnM sous forme :
- d’un turn page (exemple des documents manuscrits)
- des fichiers Pdf océrisés (exemple des revues en français)

## Notices
Chaque document a une notice importée depuis la base du catalogue de la BNRM.
| Périodiques(Revues et journaux) | Manuscrits       | Documents lithographique et monographies | Documents audiovisuels |
| ------------------------------- | ---------------- | ---------------------------------------- | ---------------------- |
| Titre                           | Titre            | Titre                                    | Titre                  |
| Cote                            | Cote             | Cote                                     | Cote                   |
| Directeur de publication        | Auteur           | Auteur                                   | Auteur                 |
| Date d'apparition               | Date de la copie | Date d'édition                           | Éditeur                |
| Date de cession                 | Sujet            | Sujet                                    | Type de contenu        |
| Lieu de publication             | _                | _                                        | _                      |